# Voleibol nos Jogos Olímpicos de Verão de 2024 - Qualificação feminina
A qualificação para o torneio olímpico de voleibol feminino de 2024 será realizada de 16 de setembro de 2023 a julho de 2024. Ao total, doze equipes se classificarão para o torneio.
Além da seleção francesa que garantiu vaga automática como país anfitrião do evento, serão realizados três torneios de qualificação olímpica, cada um com oito equipes, totalizando 24 equipes no total. A seleção dessas equipes foi baseada no ranking da FIVB, atualizado até 17 de outubro de 2022. As duas melhores equipes de cada grupo garantirão sua vaga para os Jogos Olímpicos de 2024.
As cinco vagas restantes serão determinadas através do ranking da FIVB em junho de 2024. Para garantir o princípio da universalidade, será dada prioridade aos países de continentes que ainda não possuem equipes classificadas para o torneio olímpico. Essa abordagem visa garantir uma representação diversificada e inclusiva dos diferentes continentes nos Jogos Olímpicos de 2024.

## Equipes qualificadas
| Torneio de qualificação | Data                      | Sede     | Sede     | Vagas | Qualificados         | Última participação |
| ----------------------- | ------------------------- | -------- | -------- | ----- | -------------------- | ------------------- |
| País-sede               | 1 de setembro de 2022     | —        | —        | 1     | França               | Estreante           |
| Torneio Pré-Olímpico    | 16–24 de setembro de 2023 | Grupo A  | China    | 2     | República Dominicana | Tóquio 2020         |
| Torneio Pré-Olímpico    | 16–24 de setembro de 2023 | Grupo A  | China    | 2     | Sérvia               | Tóquio 2020         |
| Torneio Pré-Olímpico    | 16–24 de setembro de 2023 | Grupo B  | Tóquio   | 2     | Turquia              | Tóquio 2020         |
| Torneio Pré-Olímpico    | 16–24 de setembro de 2023 | Grupo B  | Tóquio   | 2     | Brasil               | Tóquio 2020         |
| Torneio Pré-Olímpico    | 16–24 de setembro de 2023 | Grupo C  | Polónia  | 2     | Estados Unidos       | Tóquio 2020         |
| Torneio Pré-Olímpico    | 16–24 de setembro de 2023 | Grupo C  | Polónia  | 2     | Polônia              | Pequim 2008         |
| Ranking da FIVB         | 17 de junho de 2024       | Lausanne | Lausanne | 5     | Itália               | Tóquio 2020         |
| Ranking da FIVB         | 17 de junho de 2024       | Lausanne | Lausanne | 5     | China                | Tóquio 2020         |
| Ranking da FIVB         | 17 de junho de 2024       | Lausanne | Lausanne | 5     | Japão                | Tóquio 2020         |
| Ranking da FIVB         | 17 de junho de 2024       | Lausanne | Lausanne | 5     | Países Baixos        | Rio 2016            |
| Ranking da FIVB         | 17 de junho de 2024       | Lausanne | Lausanne | 5     | Quênia               | Tóquio 2020         |
| Total                   | Total                     | Total    | Total    | 12    |                      |                     |

## Procedimento de classificação nos grupos
Para todos os torneios qualificatórios:
1. Número de vitórias;
2. Pontos;
3. Razão de sets;
4. Razão de pontos;
5. Resultado da última partida entre os times empatados.

Placar de 3–0 ou 3–1: 3 pontos para o vencedor, nenhum para o perdedor;

Placar de 3–2: 2 pontos para o vencedor, 1 para o perdedor.

## País-sede
A FIVB reservou uma vaga ao país-sede dos Jogos Olímpicos.
- França

## Torneio Pré-Olímpico

### Equipes
A Federação Internacional de Voleibol (FIVB) anunciou as equipes que preencheram os requisitos para participar das eliminatórias olímpicas femininas para Paris 2024 com base na classificação mundial da federação em 17 de outubro de 2022 (com exceção da França – qualificada como país-sede; e Rússia, considerada inelegível devido à invasão ao território ucraniano).
|  | Qualificado para o Torneio Pré-Olímpico                |
|  | Qualificado como país-sede dos Jogos Olímpicos de 2024 |
|  | Inelegível                                             |

| Pos. | Equipe               | Pontos |
| ---- | -------------------- | ------ |
| 1    | Sérvia               | 393    |
| 2    | Itália               | 391    |
| 3    | Brasil               | 381    |
| 4    | Estados Unidos       | 354    |
| 5    | China                | 338    |
| 6    | Japão                | 316    |
| 7    | Turquia              | 299    |
| —    | Rússia               | 278    |
| 8    | República Dominicana | 262    |
| 9    | Polônia              | 252    |
| 10   | Bélgica              | 244    |
| 11   | Países Baixos        | 243    |
| 12   | Alemanha             | 219    |
| 13   | Canadá               | 210    |
| 14   | Tailândia            | 207    |
| 15   | Bulgária             | 193    |
| 16   | Porto Rico           | 177    |
| 17   | Chéquia              | 164    |
| 18   | Colômbia             | 163    |
| 19   | México               | 160    |
| —    | França               | 159    |
| 20   | Argentina            | 150    |
| 21   | Coreia do Sul        | 149    |
| 22   | Ucrânia              | 148    |
| 23   | Eslovênia            | 140    |
| 24   | Peru                 | 136    |

### Composição dos grupos
| Grupo A                  | Grupo B         | Grupo C            |
| ------------------------ | --------------- | ------------------ |
| China (5)                | Japão (6)       | Polônia (10)       |
| Sérvia (1)               | Brasil (3)      | Itália (2)         |
| República Dominicana (9) | Turquia (7)     | Estados Unidos (4) |
| Países Baixos (12)       | Bélgica (11)    | Alemanha (13)      |
| Canadá (14)              | Bulgária (16)   | Tailândia (15)     |
| Chéquia (18)             | Porto Rico (17) | Colômbia (19)      |
| México (20)              | Argentina (22)  | Coreia do Sul (23) |
| Ucrânia (24)             | Peru (26)       | Eslovênia (25)     |

### Grupo A
|  | Classificado para os Jogos Olímpicos de Verão de 2024 |

- Local:  Ningbo, China

| Posição | País                 |
| ------- | -------------------- |
| 1       | República Dominicana |
| 2       | Sérvia               |
| 3       | Canadá               |
| 4       | China                |
| 5       | Países Baixos        |
| 6       | Ucrânia              |
| 7       | Chéquia              |
| 8       | México               |

### Grupo B
|  | Classificado para os Jogos Olímpicos de Verão de 2024 |

- Local:  Tóquio, Japão

| Posição | País       |
| ------- | ---------- |
| 1       | Turquia    |
| 2       | Brasil     |
| 3       | Japão      |
| 4       | Porto Rico |
| 5       | Argentina  |
| 6       | Bélgica    |
| 7       | Bulgária   |
| 8       | Peru       |

### Grupo C
|  | Classificado para os Jogos Olímpicos de Verão de 2024 |

- Local:  Łódź, Polônia

| Posição | País           |
| ------- | -------------- |
| 1       | Estados Unidos |
| 2       | Polônia        |
| 3       | Itália         |
| 4       | Tailândia      |
| 5       | Alemanha       |
| 6       | Eslovênia      |
| 7       | Colômbia       |
| 8       | Coreia do Sul  |

## Qualificação do ranking mundial
As cinco vagas restantes serão preenchidas pelas cinco seleções ainda não classificadas de acordo com o ranking da FIVB a partir do final da fase preliminar da Liga das Nações de 2024. Para garantir o princípio da universalidade, essas equipes serão selecionadas pela seguinte ordem de prioridade: 
1. Equipe(s) de continente(s) sem equipe(s) qualificada(s);
2. Equipe(s) de ponta ainda não qualificada(s).[5]